# 2006 у Тернополі
| Роки в Тернополі: ← · 2000 · 2001 · 2002 · 2003 · 2004 · 2005 · 2006 · 2007 · 2008 · 2009 · 2010 · 2011 · 2012 · 2013 · 2014 · 2015 · 2016 · 2017 · 2018 · 2019 · 2020 · 2021 · 2022 · 2023 · 2024 Див. також: XIX століття · XX століття |

## Річниці

### Річниці заснування, утворення
- 29 червня — 130 років від дня заснування філії «Просвіти» в Тернополі.
- Червень — 20 років з часу відкриття «Співочого поля».

## Події
- 26 березня — в Україні відбулися місцеві вибори, зокрема й до Тернопільської міської ради
- По міському ставу почав плавати круїзний теплохід «Герой Танцоров», якого у 2005 році передали на баланс комунальному підприємству «Тернопільелектротранс» із Заліщиків

## З'явилися
- Факультет іноземних студентів Тернопільського державного медичного університету імені І. Я. Горбачевського.
- 24 квітня — перший виступ і фактична дата заснування музичного гурту «Los Colorados».

## Видання
- Заснований всеукраїнський науково-практичний журнал «Фармацевтичний часопис», що заснований Тернопільським державним медичним університетом та Національним фармацевтичним університетом[1].
- Заснована рекламно-інформаційна газета «Туризм і відпочинок»